# Simrishamns varv
Simrishamns varv är ett skeppsvarv i Simrishamn. 
Det första varvet i Simrishamns hamn var Ernst Davidssons båt- och skeppsbyggeri, som grundades 1911 i södra delen av hamnen av Ernst Davidsson (född 1883), Det byggde fiskebåtar och nöjesbåtar, bland annat Folkbåtar.
Albert Davidsson (född 1908), som var brorson till Ernst Davidsson, grundade 1955 Nya Båtvarvet intill Ernst Davidssons varv. Sedan Simrishamns fiskehamn byggts på 1960-talet, flyttade varvet till den utbyggda hamnens södra ända. Sonen Lars Davidsson övertog varvet 1979 och bildade först handelsbolag och senare aktiebolaget Simrishamns varv.
På varvet byggdes fiskebåtar, målbogseringsbåtar, Folkbåtar, blekingsekor och snipor. Det sista större nybygget skedde omkring 1980, och därefter utfördes mest reparationer och underhåll.
Åren 1997–2002 byggdes 50 fotsjakten Hoppet av Brantevik där av Hans Cederholm.
Varvet köptes i början av 2000-talet av Skillinge Marin och namnet övertogs av detta. År 2016 köptes varvet av varvskoncernen Öckeröborgen, med säte i Öckerö. 